# 明海町
明海町（あけみちょう）は、愛知県豊橋市にある町名。

## 地理
豊橋市南西部に位置し、東は大崎町・老津町に接する。
田原湾に面する埋立地の名称である。三河港（豊橋港区）に隣接している事から、自動車関係を中心とした企業、工場が多数進出している。

## 歴史

### 沿革
- 1973年（昭和48年）5月1日 - 老津町地先公有水面埋立地および老津町・大崎町の各一部より、明海町が成立[1][6][注釈 1]。
- 1974年（昭和49年）3月1日・11月18日・12月27日 - 埋立地を編入[1][8]。
- 1975年（昭和50年）8月1日 - 埋立地を編入[8]。
- 1989年（平成元年）8月1日 - 公有水面埋立地を編入[9]。

## 学区
市立小・中学校に通う場合、学区は以下の通りとなる。また、公立高等学校に通う場合の学区は以下の通りとなる。
| 番・番地等 | 小学校             | 中学校             | 高等学校 |
| ---------- | ------------------ | ------------------ | -------- |
| 全域       | 豊橋市立大崎小学校 | 豊橋市立南稜中学校 | 三河学区 |

## 施設
企業
- フォルクスワーゲングループジャパン本社
- 花王豊橋工場
- 吉野石膏三河工場
- トヨタ紡織（旧アラコ）
  - 豊橋北工場
  - 豊橋南工場
  - 豊橋東工場
- 三五豊橋工場
- ジェイテクト豊橋工場
- 伊勢湾海運豊橋支店
- デンソー豊橋製作所
- トピー工業
  - 豊橋製造所
  - 明海工場
- ウッドワン豊橋工場
- 東洋製罐豊橋工場
- 新来島豊橋造船（旧・金指造船所豊橋工場）
- JAあいち経済連東三河食肉流通センター

企業以外の施設
- 豊橋市食肉衛生検査所

## 交通
- 愛知県道2号豊橋渥美線

## その他

### 日本郵便
- 郵便番号 : 441-8074[3]（集配局：豊橋南郵便局[12]）。